# Guerre du Cameroun
Pour un article plus général, voir Histoire du Cameroun.
Guerre du Cameroun
Batailles
Émeutes de mai 1955 au Cameroun
Massacre d'Ekité
Massacres de Tombel
Bataille de la Sanaga-Maritime
Bataille en zone Ekang
La guerre du Cameroun, parfois dénommée guerre d'indépendance camerounaise ou encore la « guerre cachée », ayant eu lieu de 1955 à 1971, est la guerre d'indépendance du Cameroun contre les troupes coloniales françaises, menée jusqu'en 1960 par l'Union des populations du Cameroun (UPC), et qui se transforma ensuite en guerre civile jusqu'en 1971 entre cette dernière et les forces armées du nouvel État camerounais devenu indépendant.
En mai 1955, de violentes émeutes indépendantistes éclatent au Cameroun français, territoire sous tutelle au sein de l'Empire colonial français (Union française puis Communauté française) en Afrique, qui interviennent en réaction aux actions de représailles indiscriminées des forces de l’ordre, conduisent à l'interdiction de l'Union des populations du Cameroun (UPC), parti politique camerounais fondé le 10 avril 1948 pour obtenir l'indépendance du Cameroun, et à la répression de ses militants. Contrainte à la clandestinité, l'UPC se tourne vers la lutte armée pour conquérir l'indépendance du Cameroun, amenant l'armée française à mener des opérations de guerre contre les maquis nationalistes, faisant des milliers de morts. En Sanaga-Maritime, foyer indépendantiste majeur, la population est regroupée dans des « centres de regroupement » militarisés et vit derrière des barbelés sous la surveillance de l'armée française.
Choisi par la France pour diriger le nouvel État camerounais indépendant, Ahmadou Ahidjo devient président de la république du Cameroun après l’indépendance du pays en 1960 et instaure un régime dictatorial. Celui-ci poursuit la guerre contre les maquis de l'UPC avec le soutien d'officiers français qui dirigent[réf. souhaitée] l'armée camerounaise. La guerre civile s'achève en 1971 avec l'élimination des dernières forces de l'UPC.
Le nombre de morts, inconnu, est estimé à plusieurs dizaines ou centaines de milliers. Le terme de « guerre » est officiellement reconnu par le gouvernement  français en 2025.

## Contexte historique

### Montée des tensions
L'administration de la partie orientale de l'ancien protectorat allemand du Kamerun est, depuis 1919, assurée par la France, d'abord par mandat de la Société des Nations (SDN) puis par tutelle de l'Organisation des Nations unies (ONU) à partir de 1946, la partie occidentale de l'ancien protectorat étant elle administrée par le Royaume-Uni.
Ce statut offre théoriquement un droit de regard à l'ONU sur la gestion du territoire et les Français et Britanniques se sont engagés à amener le Cameroun à « l'auto-gouvernance » ou « l'indépendance ».
L'adoption par la France des constitutions de 1946 et de 1958 permet aux populations locales de participer à la gestion du territoire et des assemblées locales sont créées : l'Assemblée représentative du Cameroun en 1946, l'Assemblée territoriale du Cameroun en 1952, l'Assemblée législative du Cameroun en 1956.
Soulevée dès l'entre-deux-guerres, la question de l'indépendance est à nouveau posée à la fin de la Seconde Guerre mondiale. Dès septembre 1945, des affrontements ont lieu entre les membres les plus radicaux de l'Association des colons du Cameroun et des « indigènes » dont certains sont abattus. Le plus important mouvement indépendantiste, l’Union des populations du Cameroun (UPC), est constituée le 10 avril 1948 à Douala.

### Cameroun sous administration française
Au lendemain de la Seconde Guerre mondiale, le Cameroun français est placé sous la tutelle de l'Organisation des Nations unies qui délègue son administration à la France.
L'adoption par la France des Constitutions de 1946 et de 1958 permet aux populations locales de participer à la gestion du territoire. Ainsi des assemblées locales sont créées. Dans un premier temps, l'Assemblée Représentative du Cameroun (ARCAM) voit le jour en 1946, qui devient en 1952 l'Assemblée Territoriale du Cameroun (ATCAM). En 1956, la France accorde l'autonomie interne au Cameroun français et l'assemblée devient Assemblée Législative du Cameroun (ALCAM).
Par ailleurs, des élus camerounais sont envoyés en France pour représenter leur pays à l'Assemblée nationale française, à l'Assemblée de l'Union française et au conseil économique. C'est aussi le début des syndicats indigènes.
Soulevée dès l’entre-deux-guerres, la question de l'indépendance est à nouveau posée par l’UPC, constituée le 10 avril 1948, à Douala. Élu secrétaire général de l’UPC en novembre 1948, Ruben Um Nyobe devient la figure emblématique du mouvement. Bien que les autorités coloniales qualifient publiquement l’UPC de « communiste », la police française est bien obligée de constater – dans ses rapports secrets – que Um Nyobè est un homme d'exception. Il « tranche, et de beaucoup, sur la faune politique camerounaise », note-t-elle.
L'indépendance du Cameroun est refusée par les autorités françaises comme par les colons installés dans le pays. À la suite de la conférence de Brazzaville, ces derniers créent, le 15 avril 1945, l'Association des Colons du Cameroun (ASCOCAM), dans le but de défendre leurs intérêts et d'empêcher le progrès social, revendiqué par les syndicats. Des affrontements violents ont lieu entre les membres les plus radicaux du colonat et les « indigènes », en septembre 1945. Selon des archives retrouvées par les auteurs du livre Kamerun!, « de nombreux Africains sont à cette occasion 'abattus dans le dos, le plus souvent avec des fusils de chasse' ».
Ayant réussi à prendre le dessus sur les « colons de combat », l'administration coloniale favorise la création de partis politiques hostiles à l'UPC comme l'ESOCAM, l'INDECAM, etc. Favorisés par la fraude électorale, ces « partis administratifs » empêchent l'UPC d'avoir la majorité à l'assemblée territoriale. « Il faudrait faire un livre pour terminer le recensement des forces qui collaborent avec la puissance pour combattre notre organisation », commente Um Nyobè en 1954.

### Cameroun sous administration britannique
Au lendemain de la Seconde Guerre mondiale, le Cameroun britannique est placé sous la tutelle de l'Organisation des Nations unies qui délègue son administration au Royaume-Uni. Le territoire voit apparaître des mouvements indépendantistes et réunificateurs.
En mai 1949, le Dr Emmanuel Mbela Lifafe Endeley crée le Cameroons National Federation (CNF) qui lutte pour l'autonomie et la séparation du Cameroun britannique de la fédération nigériane.
Des dissidents du CNF fondent le Kamerun United National Congress (KUNC), jugeant le CNF trop frileux sur la question de la revendication. Le KUNC prône la restauration du « grand Kamerun » du temps de l'empire colonial allemand d'où l'orthographe utilisée.
À la même période, l'UPC s'implante aussi dans le sud du Cameroun britannique.
En 1953, le KNUC et le CNF fusionnent pour fonder le Kamerun National Congress (KNC) qui gagne les élections de 1953.
Ces partis, autonomistes ou indépendantistes, furent entendus par les autorités britanniques qui modifièrent les institutions à la suite des conférences de Mamfé (1950) et de Lancaster House (1959) sous l'égide de l'ONU. En 1954, le Cameroun britannique se dote de sa propre administration et installe sa capitale à Buéa.

## Guerre d'indépendance (1955-1960)

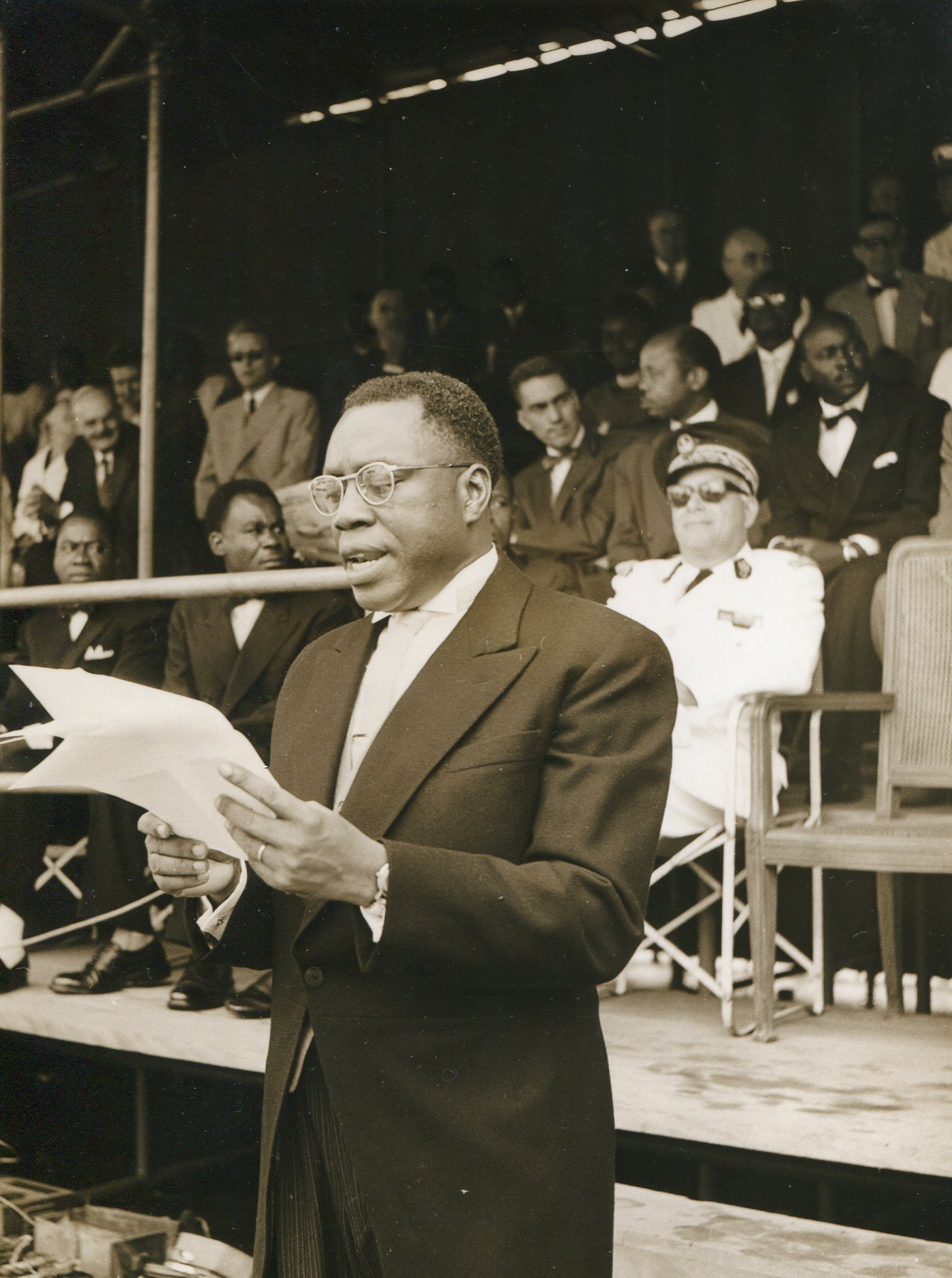
André-Marie Mbida, Premier ministre, proclamant l'autonomie interne du Cameroun français, 10 mai 1957.

En mai 1955, les arrestations de militants indépendantistes sont suivies d'émeutes dans plusieurs villes du Cameroun français. La répression fait plusieurs dizaines de morts (l'administration française en recense officiellement vingt-deux) voire centaines de morts. L'UPC est accusée d'avoir organisé ces heurts et le gouvernement français (Gouvernement Edgar Faure (2)) décide en conseil des ministres d'interdire l'UPC et de procéder à sa dissolution. Des centaines de militants upécistes sont placés en détention, tandis que d'autres prennent le maquis.
Peu après, la loi-cadre Defferre du 26 juin 1956 (du nom de Gaston Defferre, ministre français de l'Outre-mer) crée un « État sous tutelle » du Cameroun (gouvernement autonome). André-Marie Mbida est nommé chef d'État et Premier ministre de ce gouvernement en 1957.
Pierre Messmer, Haut Commissaire du Cameroun (représentant le gouvernement français) chercha un compromis avec Ruben Um Nyobe, chef de l'UPC, afin de faire cesser la violence. Cette démarche fut rejetée par le chef de l'UPC et la violence repartit de plus belle.
Plusieurs maquis de l'UPC sont constitués en 1957, particulièrement en Sanaga-Maritime, avec ses « généraux » et ses « capitaines » à la tête de « régiments » (150-200 guérilleros) et « bataillons » (50 guérilleros). L'armement est très sommaire : hors quelques fusils et pistolets dérobés, essentiellement des machettes, gourdins, arcs et flèches.
Pour isoler la rébellion de la population civile bassa, suspectée d’être particulièrement indépendantiste, cette dernière est déportée vers des camps[réf. nécessaire] situés le long des principaux axes routiers. Le lieutenant-colonel Lamberton, responsable des forces françaises, ordonne que « toute case ou installation subsistant en dehors des zones de regroupement devra être entièrement rasée et leurs cultures avoisinantes saccagées. » Les villageois sont soumis au travail forcé, notamment dans la construction de routes. Les Bassa vivant en ville sont expulsés vers leur région d'origine pour éviter que le « virus de la contestation » ne se propage.
Le regroupement des populations dans des zones circonscrites permet aussi de constituer, ailleurs, des zones interdites. Toute présence humaine y étant interdite, les personnes qui y sont trouvées sont automatiquement assimilées à des rebelles et traitées comme telles. Dès février 1957, le commandant Jacques Hogard explique le traitement de ces zones « que l'on privera de toute ressource, en retirant sa population, en sabotant les cultures, les points d'eau, en évacuant le bétail, etc, et en y pourchassant les rebelles qui subsisteraient par des moyens qui peuvent être brutaux et sans discernement (mitraillage et bombardements aériens, etc). »
De mois en mois, les troupes françaises (constituées en grande partie de soldats recrutés dans les colonies d'Afrique noire et de miliciens camerounais), accentuent la pression et prennent facilement l’ascendant. Les maquisards, coupés des populations regroupées, plongés dans une précarité permanente et affamés par la destruction des champs, manquant de médicaments, de vêtements et ne pouvant recruter qu'avec difficulté, sont considérablement démobilisés. Ruben Um Nyobe est lui-même décrit comme perdant espoir et sombrant dans la dépression. Le 7 juin 1958, le « général » des forces rebelles, Isaac Nyobè Pandjock, est tué dans un assaut, tandis que Um Nyobe meurt à son tour le 13 septembre.
Selon l'historien Bernard Droz, les évènements de la période 1955-1959 font environ une dizaine de milliers de morts, que ce soit la répression militaire coloniale ou les luttes internes à l'UPC. L'historien Marc Michel qui a étudié la question spécifique de l'indépendance du Cameroun, souligne que l'essentiel des combats eut lieu après l'indépendance et estime que « plus vraisemblablement, la guerre a fait plusieurs dizaines de milliers de morts, principalement des victimes de la "guerre civile", après l’indépendance ».
En mai 1959, la rébellion commence à se réorganiser, notamment sous l'impulsion de Ernest Ouandié, Félix-Roland Moumié et de Martin Singap, qui fonde l'Armée de libération nationale du Kamerun (ALNK). L'ALNK cherche à s'en prendre aux intérêts économiques des colons et enchaîne les attaques : « vos activités sont comparables à un château doré construit sur un volcan ». Sans que l'on sache si la rébellion contribue à les inciter, les grèves se multiplient (fonctionnaires du Trésor à Yaoundé, ouvriers d'Alu-Bassa à Douala, mécaniciens de l'entreprise de transport Suarez, employés de la Compagnie de distribution d'eau et d'électricité, employés de banque à Yaoundé, Douala, Nkongsamba, etc).
En octobre 1959, l'arrondissement de Mbouda passe « en bloc » du côté de l'ALNK. Un rapport militaire précise que « près de 3 000 fusils de traite et quelques fusils de chasse ont ainsi été perdus pour le gouvernement », et estime que 85 % de la population se situe du côté des rebelles. À la fin de l'année 1959, la plus grande partie de l'Ouest-Cameroun est entrée en dissidence contre le gouvernement.
Dans les villes, les autorités effectuent des opérations de « refoulement » des « populations indésirables ». Celles-ci concernent principalement les personnes d'origine Bassa et Bamiléké, suspectées de proximité avec les idées véhiculées par l'UPC, qui sont expulsées par milliers vers leurs régions d'origine.

## Indépendance (1960)
En 1958, Ahmadou Ahidjo est nommé premier ministre par l'administration française alors que, la même année, le chef de l'UPC Ruben Um Nyobe est tué par l'armée française au cours d'un combat dans le maquis Bassa. Les dirigeants de l'UPC fuient alors à l'étranger.
Le 1er janvier 1960, l'indépendance est accordée et le Cameroun est doté d'une constitution approuvée par référendum le 21 février 1960, instaurant le multipartisme. Ahmadou Ahidjo est élu président de la République le 5 mai 1960.

## Guerre civile (1960-1971)

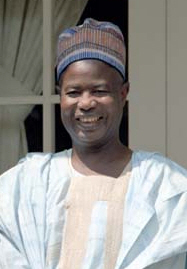
Ahmadou Ahidjo, premier président du Cameroun.

André-Marie Mbida est poussé à la démission en 1958. Ahmadou Ahidjo est alors nommé Premier ministre. Le 1er janvier 1960, Ahmadou Ahidjo peut enfin proclamer l'indépendance et devenir le premier président de la république du Cameroun. Le Cameroun nouvellement indépendant est alors doté d'une Constitution prévoyant le multipartisme.
Pendant les premières années du régime, l'ambassadeur français Jean-Pierre Bénard est parfois considéré[Par qui ?] comme le véritable "président" du Cameroun. Cette indépendance n'est pas complète puisque des « conseillers » français sont chargés d'assister chaque ministre et disposent de la réalité du pouvoir[réf. nécessaire]. Le gouvernement gaulliste préserve son ascendant sur le pays à travers la signature « d'accords de coopération » touchant à tous les secteurs de la souveraineté du Cameroun. Ainsi, dans le domaine monétaire, le Cameroun conserve le franc CFA et confie sa politique monétaire à son ancienne puissance tutrice. Toutes les ressources stratégiques sont exploitées par la France[réf. nécessaire], des troupes françaises sont maintenues dans le pays, et une grande partie des officiers de l'armée camerounaise sont français[réf. souhaitée], y compris le chef d'état-major.
Après l'indépendance, le gouvernement camerounais continue de mener avec l'aide de la France la répression contre la guérilla de l'UPC dans l'ouest du pays.
Le 1er octobre 1961 naît la république fédérale du Cameroun avec la réunification de l'ancien Cameroun français et du Cameroun méridional, partie de l'ancien Cameroun britannique. Deux étoiles s'ajoutent alors au drapeau du Cameroun, afin de symboliser la fédération. En 1962, le Franc CFA devint la monnaie officielle du pays (dans les deux régions). Une ordonnance gouvernementale est prise cette même année qui réglemente fortement les partis politiques.
Après la proclamation de l'indépendance le 1er janvier 1960, l'UPC, écartée du pouvoir, estime que l'indépendance octroyée par les Français n'est qu'un simulacre et déclenche une insurrection pour renverser le nouveau régime, qui entraîne une forte répression dans l'ouest du pays, le fief de l'UPC.
Des camps de détention sont mis en place à partir de 1962 pour incarcérer des personnes sans avoir à les présenter devant des tribunaux[réf. nécessaire] (la pratique n'est toutefois pas nouvelle et avait cours sous le Haut commissaire Pierre Messmer). Jusqu'aux années 1970, des milliers de Camerounais jugés subversifs disparaîtront ainsi[réf. souhaitée], temporairement ou définitivement. Dans ces camps, les détenus sont soumis à des vexations systématiques, des conditions sanitaires dramatiques et à un quasi-esclavage.
La répression fera plusieurs milliers de morts[réf. nécessaire].
D'après François-Xavier Verschave, quelques soldats français auraient participé à cette opération qui aurait été un véritable « génocide » contre les Bamilékés, bien que la plupart des livres d'histoire du Cameroun ne retiennent généralement pas cette version. D'après l'ouvrage Kamerun ! Une guerre cachée aux origines de la Françafrique, ce sont des officiers français qui, au cours des années 1960, ont dirigé clandestinement les opérations de répression menée par l'armée camerounaise contre les derniers bastions de l'insurrection upéciste, essentiellement à l'Ouest du pays. Tortures, regroupement de force des populations, exécutions extrajudiciaires, guerre psychologique[réf. nécessaire] : les méthodes employées sont celles de la France durant la guerre d'Algérie, qui sont peu à peu transmises par les militaires français à leurs homologues camerounais[réf. nécessaire], notamment au sein de l’École militaire interarmes du Cameroun (EMIAC), dirigée au cours de cette période par des officiers français[réf. souhaitée] formés à la doctrine de la guerre révolutionnaire (DGR)[réf. souhaitée].
En janvier 1962, alors que les deux ailes de l'UPC se réunissent à leur premier congrès d'après réhabilitation, Ahidjo envoie son armée y mettre un terme. Les upécistes sont alors dispersés à coup de baïonnettes.
Après l'appel du 27 avril 1962, le député et ex-chef d'État André-Marie Mbida et d'autres leaders de l'opposition comme Marcel Bebey Eyidi (secrétaire général du Parti travailliste camerounais), Charles Okala (secrétaire du Parti socialiste camerounais) et Théodore Mayi-Matip (Union des populations du Cameroun) sont arrêtés, faisant ainsi de Mbida le premier prisonnier politique du Cameroun indépendant, du 29 juin 1962 au 29 juin 1965.
En avril 1964, Mbida Marguerite, âgée de 36 ans et épouse du prisonnier politique Mbida condamné à trois ans de prison ferme, se présente comme tête de liste du PDC aux élections législatives. Le PDC sera le seul parti politique à avoir osé se présenter à ces élections législatives. Les leaders d’opinion camerounais de cette époque sont tous soit en exil soit en prison. Les résultats de ces élections selon des sources dignes de foi[Lesquelles ?] donnent une victoire massive au PDC dans ce qui s’appelle alors le Nyong et Sanaga. Cette victoire électorale leur sera confisquée au nom de l’unité nationale et du parti unique en gestation. Les électeurs vont refuser que leur soit volée cette victoire électorale. Le gouvernement camerounais de 1964 fera descendre la gendarmerie dans les villages et les protestataires seront massivement déportés vers les camps de concentration tristement célèbres de Mantoum, Tcholliré et Mokolo.
Le 1er septembre 1966, Ahmadou Ahidjo fusionne tous les partis politiques du Cameroun occidental - à l'exception du PDC et de l'UPC -  et certains du Cameroun oriental, afin de former l'Union Camerounaise (UC), une ébauche de parti unique. Il sera rebaptisé plus tard Union Nationale Camerounaise (UNC).
Tout est alors mis en œuvre pour aboutir à l'État unitaire et mettre fin au fédéralisme.
À la suite de l'indépendance, l'UPC, écartée du pouvoir, estime que l'indépendance octroyée par les Français n'était qu'un simulacre (dénoncé un peu plus tôt par Mbida lorsqu'il refusa d'intégrer le gouvernement Ahidjo) et que Ahmadou Ahidjo n'était qu'un valet de la colonisation qu'il fallait combattre. Les leaders de l'UPC déclenchèrent donc une insurrection dès l'indépendance afin de tenter une conquête du pouvoir. Il y eut de nombreux débordements et l'insurrection se transformera par endroits en brigandages et règlements de compte. Cette insurrection sera matée par Ahmadou Ahidjo, aidé par des conseillers militaires français. Les dirigeants de l'UPC en exil sont tués l'un après l'autre[réf. nécessaire], comme le docteur Félix Moumié, empoisonné à Genève. Le dernier d'entre eux, revenu au Cameroun pour organiser de l'intérieur la lutte armée, Ernest Ouandié, est arrêté, jugé au cours du procès dit Ouandié-Ndongmo, et condamné à la peine capitale. Il est fusillé le 15 janvier 1971 .

## «Guerre totale»
La répression du mouvement indépendantiste pousse les militants de l'UPC à entrer dans la clandestinité. En décembre 1957, la France met en place une « zone de pacification du Cameroun » (ZOPAC) inspiré du dispositif de la bataille d'Alger.
Pour combattre les nationalistes, la France utilise des techniques déjà éprouvées dans les conflits coloniaux en Algérie et en Indochine. Les soldats chargés de la « pacification » ont d'ailleurs servi sous les ordres des colonels Marcel Bigeard et Roger Trinquier.
La France pratique alors des assassinats ciblés contre les dirigeants de la rébellion[réf. nécessaire]ainsi que la torture. L'armée, appuyée par un puissant dispositif de renseignement, est particulièrement présente dans les régions de la Sanaga-Maritime et dans l'Ouest-Cameroun, et pratique le déplacement forcé de villageois dans des camps de regroupement » militarisés,. De vastes campagnes de propagande sont également organisées.

## Bilan humain
Les avis diffèrent concernant le nombre de victimes de ce conflit.
L'historien Marc Michel indique que l'essentiel des combats a eu lieu après l'indépendance et que « plus vraisemblablement, la guerre a fait plusieurs dizaines de milliers de morts, principalement des victimes de la "guerre civile", après l’indépendance ».
Pour l'historien Bernard Droz, auteur d'un ouvrage sur la décolonisation, les évènements de la période 1955-1959 ont fait de l'ordre d'une dizaine de milliers de morts.
Le général Briand, qui commandait les opérations au début des années 1960, évalue à « un peu plus de 20 000 » le nombre de morts pour la seule année 1960 et essentiellement en Région Bamiléké. L'armée française a cependant eu tendance à minimiser les bilans humains, que ce soit par ignorance du résultat de certaines actions (telles que les bombardements aériens) ou pour des raisons politiques,
L'ambassade du Royaume-Uni évoque 76 000 morts entre 1954 et 1964  pour la seule population civile et le journal Le Monde 120 000 morts.

## Guerre occultée
La guerre de 1955-1971 n'a jamais été reconnue, ni par la France, ni par le Cameroun dont les autorités issues de l'indépendance ont profité de l'écrasement de l'UPC. François Fillon, Premier ministre français, a déclaré à Yaoundé en 2009 que ces évènements étaient de la « pure invention ».
Pour Thomas Deltombe et les auteurs du livre Kamerun !, le silence autour de la guerre du Cameroun s'explique par le désintérêt de la presse française de l'époque (l'opinion étant accaparée par la guerre d'Algérie qui a lieu en même temps) ainsi que par la volonté des autorités de dissimuler les exactions des unités militaires françaises.
En 2023, une commission mixte franco-camerounaise composée d'historiens est mise en place à l'initiative du président français Emmanuel Macron, pour mettre en lumière les faits historiques relatifs à cette période, notamment grâce à l'ouverture des archives,,. Le 21 janvier 2025, le rapport d'une commission composée de chercheurs camerounais, et français sur la colonisation française au Cameroun, est remis à Emmanuel Macron, et ensuite à président camerounais Paul Biya, le 28 janvier. Le terme de « guerre » est officiellement reconnu par le président Macron dans un courrier envoyé à son homologue camerounais le 12 août 2025.